# Benestare
Benestare ist eine süditalienische Gemeinde (comune) mit 2481 Einwohnern (Stand 31. Dezember 2023) in der Metropolitanstadt Reggio Calabria in Kalabrien. 

## Lage
Die Gemeinde liegt etwa 60 Kilometer östlich von Reggio Calabria. Durch Benestare fließt der Careri. Das Ionische Meer liegt in etwa 5 Kilometer Entfernung im Südosten. Das Gemeindegebiet grenzt im Süden an San Luca, im Osten an Bovalino, im Norden an Ardore und Platì und im Westen an Careri.